# Station North Queensferry
North Queensferry is een spoorwegstation van National Rail in Fife in Schotland. Het station is eigendom van Network Rail en wordt beheerd door ScotRail. Het station is geopend in 1890.

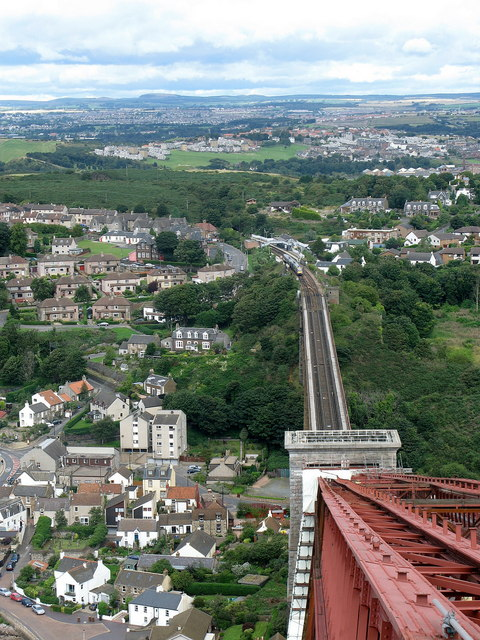
Station gezien vanaf de Forth Bridge
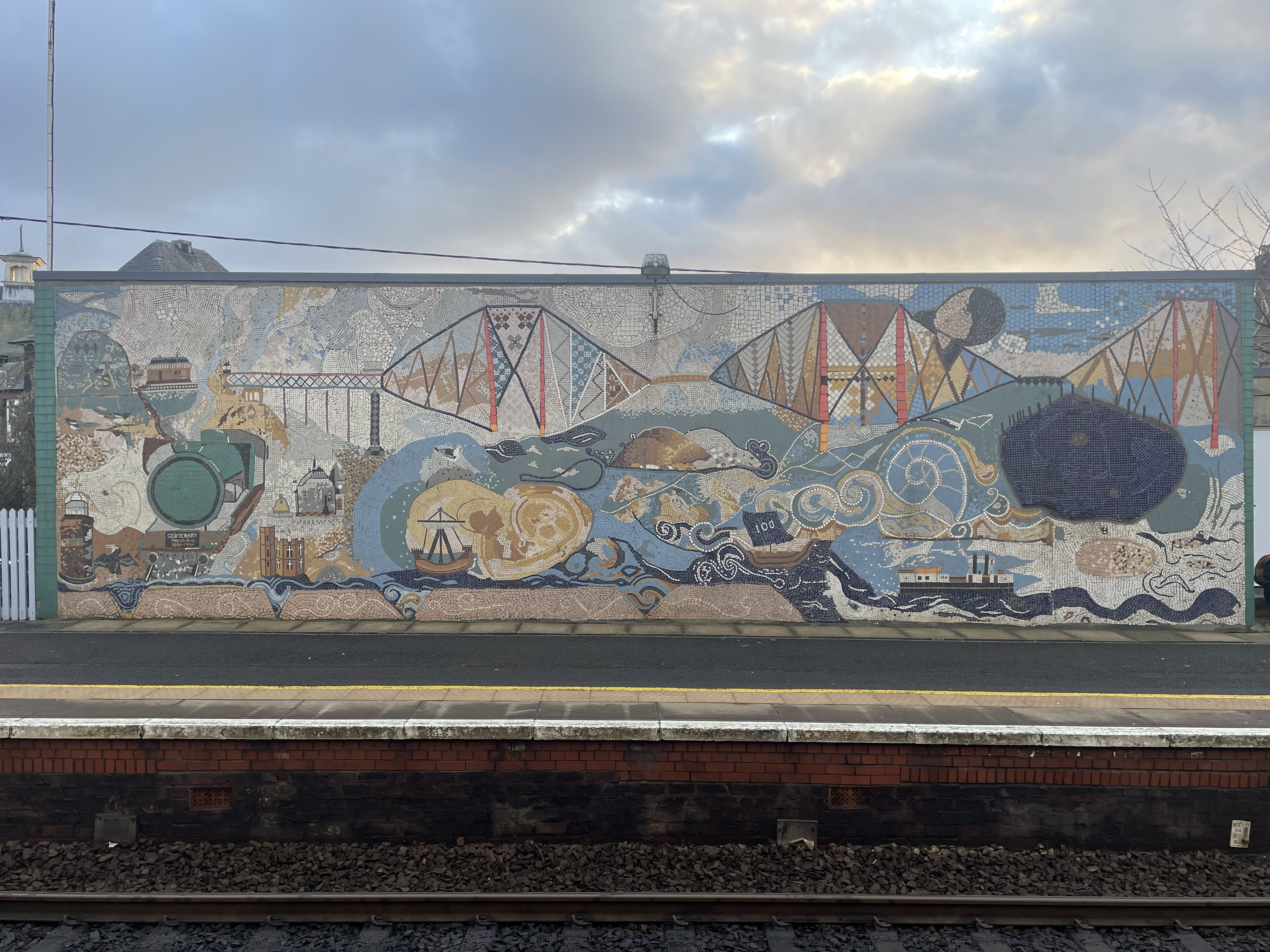
Mozaïk op het station